# Ignacio Balanzat de Orvay y Briones
Ignacio Balanzat de Orvay y Briones. (Ibiza (Baleares), 1773 - Madrid, 1837) Militar español y ministro de la Guerra.

## Biografía
De familia de nobles ibicencos, hijo del Coronel Mariano Balanzat y Orvay -quién fue diputado por Ibiza- y de María Ignacia Briones, y hermano mayor del legendario teniente general Luis María Balanzat de Orvay y Briones.
Al inicio de la Guerra de la Independencia Española, 1808 como teniente coronel participó en la Batalla de Talavera de la Reina, en la que perteneció a la Secretaría del Estado Mayor del General Gregorio García de la Cuesta, capitán general de Castilla y Jefe del Ejército español en la alianza hispano-inglesa.
A punto de acabar la Guerra, en 1814 supo de la muerte en combate de su hermano Francisco, Coronel graduado del Regimiento de los Voluntarios de la Corona Española que se había distinguido un año antes en el Paso del Bidasoa. La suerte no acompañó en la terrible Batalla de Toulouse donde fueron masacrados los aliados por las tropas napoleónicas al mando de Soult.
En 1815 fue ascendido a mariscal de campo de los Reales Ejércitos (general de División), dos veces Benemérito de la Patria, secretario interino de la Guerra en 1821, inspector general de Infantería, miembro del Consejo Supremo de la Guerra en 1834, fue ministro de la Guerra con el también ibicenco presidente del Consejo de Ministros de España, Eusebio Bardají y Azara, pero su gabinete sólo duró cuatro escasos días.
Recibió numerosas condecoraciones y menciones a lo largo de su vida, destacando las de Caballero Laureado de Bronce de la Orden de San Fernando y caballero gran cruz de la Orden de San Hermenegildo.
Fue el abuelo de Lolita Balanzat y Bretagne, la niña que se crio en el Palacio Real. Fue amiga y Camarista de la Infanta Dª. Isabel de Borbón y Borbón y ya mayor, Marquesa de Nájera.
Falleció D. Ignacio el 30 de octubre de 1837.

## Matrimonio y descendencia
Contrajo matrimonio con Dª María Dolores de Baranda y Cagigal, hija del Brigadier de la Armada Atanasio Sáenz de Baranda y de Mariana Cagigal y Mac Swing (hija del Marqués de Casa Cagigal).
Tuvieron seis hijos varones, todos ellos militares:
- Mariano Balanzat y Baranda (n. 1799-1853). Casó con Mª Soledad Ibarrola Gámez.

1. Mariano Balanzat Ibarrola.

- Juan Manuel Balanzat y Baranda (n.1806-1862). Sin descendencia.
- Ignacio Balanzat y Baranda (n. 1808-1853). Casó con Mª Concepción Mota Zamora.
- Luis Balanzat y Baranda (1815-1853). Casó con María López Alegría.
- Francisco Balanzat y Baranda (n.1816). Casó con Mª Dolores Rubio Floret.

1. Francisco Balanzat y Rubio (1844-1904). Casó con Mª Dolores Torrontegui Zembrano. Con descendencia.
2. Rafael Balanzat y Rubio (1843-1907). Casó con Mª Victoria Más. Con descendencia.
3. Mª Dolores Balanzat y Rubio (1852-1936). Casó con Luis Montiel Bonache. Con descendencia.

- José Balanzat y Baranda (1819-1866). Soltero sin descendencia.
- Rafael Balanzat y Baranda (1820-1854). Casó en 1846 con Mª del Carmen Bretagne y Carrión.

1. Mª Dolores Balanzat y Bretagne (1850-1911). Casó con José Nájera y Aguilar, I Marqués de Nájera. Hijo Alfonso de Nájera, II Marqués de Nájera.

## Ancestros
| \| \| \| \| \| \| \| \| \| \| \| \| \| \| \| \| \| \| \| \| 4. Jacinto Balanzat \| \| \| \| \| \| \| \| \| \| \| \| \| \| \| \| \| \| \| \| \| \| \| \| \| \| \| \| \| \| \| \| \| \| \| \| \| \| \| \| \| \| \| \| \| \| \| \| \| \| \| \| \| \| 2. Mariano Balanzat D´Orbay y Esteve \| \| \| \| \| \| \| \| \| \| \| \| \| \| \| \| \| \| \| \| \| \| \| \| \| \| \| \| \| \| \| \| \| \| \| \| \| \| \| \| \| \| \| \| \| \| \| \| \| \| \| \| \| \| 5. Mª Josefa Esteve \| \| \| \| \| \| \| \| \| \| \| \| \| \| \| \| \| \| \| \| \| \| \| \| \| \| \| \| \| \| \| \| \| \| \| \| \| \| \| \| \| \| \| \| \| \| \| \| \| \| \| \| \| \| 1. Ignacio Balanzat D´Orbay y Briones \| \| \| \| \| \| \| \| \| \| \| \| \| \| \| \| \| \| \| \| \| \| \| \| \| \| \| \| \| \| \| \| \| \| \| \| \| \| \| \| \| \| \| \| \| \| \| \| \| \| \| \| \| \| 3. Mª Ignacia Briones \| \| \| \| \| \| \| \| \| \| \| \| \| \| \| \| \| \| \| \| \| \| \| \| \| \| \| \| \| \| \| \| \| \| \| \| \| \| \| \| \| \| \| \| \| \| \| \| \| \| \| \| |                                       |  |  |  |  |  |  |  |  |  |  |  |  |  |  |  |
| |                                       |  |  |  |  |  |  |  |  |  |  |  |  |  |  |  |
| | 4. Jacinto Balanzat                   |  |  |  |  |  |  |  |  |  |  |  |  |  |  |  |
| |                                       |  |  |  |  |  |  |  |  |  |  |  |  |  |  |  |
| |                                       |  |  |  |  |  |  |  |  |  |  |  |  |  |  |  |
| | 2. Mariano Balanzat D´Orbay y Esteve  |  |  |  |  |  |  |  |  |  |  |  |  |  |  |  |
| |                                       |  |  |  |  |  |  |  |  |  |  |  |  |  |  |  |
| |                                       |  |  |  |  |  |  |  |  |  |  |  |  |  |  |  |
| | 5. Mª Josefa Esteve                   |  |  |  |  |  |  |  |  |  |  |  |  |  |  |  |
| |                                       |  |  |  |  |  |  |  |  |  |  |  |  |  |  |  |
| |                                       |  |  |  |  |  |  |  |  |  |  |  |  |  |  |  |
| | 1. Ignacio Balanzat D´Orbay y Briones |  |  |  |  |  |  |  |  |  |  |  |  |  |  |  |
| |                                       |  |  |  |  |  |  |  |  |  |  |  |  |  |  |  |
| |                                       |  |  |  |  |  |  |  |  |  |  |  |  |  |  |  |
| | 3. Mª Ignacia Briones                 |  |  |  |  |  |  |  |  |  |  |  |  |  |  |  |
| |                                       |  |  |  |  |  |  |  |  |  |  |  |  |  |  |  |
| |                                       |  |  |  |  |  |  |  |  |  |  |  |  |  |  |  |

| Predecesor: Diego Contador | Secretario de Despacho de la Guerra 1821 | Sucesor: Estanislao Sánchez Salvador |